# Peppino e Violetta (film 1950)
Peppino e Violetta è un film del 1950 diretto da Maurice Cloche.

## Produzione
Prodotto dalla Exelsa Film di Mario Forni, in coproduzione con la Film Costellation di Parigi il film, ambientato ad Assisi, fu girato all'interno degli studi del Centro Sperimentale di Cinematografia di Roma, in doppia versione italiana e inglese, per uscire nelle sale nel 1951.